# Herramélluri
Herramélluri est une commune de la communauté autonome de La Rioja, en Espagne.

## Démographie
| 1900 | 1910 | 1920 | 1930 | 1940 | 1950 | 1960 | 1970 | 1981 |
| ---- | ---- | ---- | ---- | ---- | ---- | ---- | ---- | ---- |
| 549  | 590  | 561  | 545  | 490  | 501  | 479  | 339  | 213  |

| 1991 | 2001 | 2010 | - | - | - | - | - | - |
| ---- | ---- | ---- | - | - | - | - | - | - |
| 193  | 147  | 200  | - | - | - | - | - | - |

## Administration

### Conseil municipal
La ville de Herramélluri comptait 114 habitants aux élections municipales du 26 mai 2019. Son conseil municipal (en espagnol : Pleno del Ayuntamiento) se compose donc de 5 élus.
| Parti | Parti                                    | Voix |         | Élus  |
| ----- | ---------------------------------------- | ---- | ------- | ----- |
|       | Parti populaire (PP)                     | 57   | 80,28 % | 3 / 5 |
|       | Parti socialiste ouvrier espagnol (PSOE) | 14   | 19,72 % | 2 / 5 |

### Liste des maires
| Mandat    | Maire | Maire                          | Parti |
| --------- | ----- | ------------------------------ | ----- |
| 1979-1983 |       | Jorge Díez Riaño               | CD    |
| 1983-1987 |       | ?                              | PSOE  |
| 1987-1991 |       | Juan Ramón Murillo Zuazo       | AP    |
| 1991-1995 |       | Jorge Díez Riaño               | PP    |
| 1995-1999 |       | Esteban Moneo Fernández        | PSOE  |
| 1999-2003 |       | Juan Ramón Murillo Zuazo       | PP    |
| 2003-2007 |       | Rafael Ranedo Rojo             | PSOE  |
| 2007-2011 |       | Rafael Ranedo Rojo             | PSOE  |
| 2011-2015 |       | Félix Manuel Chinchetru Romero | PP    |
| 2015-2019 |       | Emilio Gómez Corcuera          | PP    |
| 2019-2023 |       | Jesús Martínez Fernández       | PP    |